# Aeroporto de Patos de Minas
O Aeroporto de Patos de Minas - Pedro Pereira dos Santos é um aeroporto localizado no município de Patos de Minas, em Minas Gerais. O aeroporto conta com voos comerciais pela companhia aérea Azul Linhas Aéreas desde o dia 13 de dezembro de 2022, os voos são operados com a aeronave ATR 72-600.
Construído no início da década de 90, o Aeroporto Municipal de Patos de Minas conta com uma pista de 1.700 metros de extensão por 30 metros de largura. O aeródromo conta com cartas de aproximação por instrumentos (IAC) e balizamento noturno. Está a uma altitude de 2794 pés (851 metros). A pista tem como sinalização s e como conjugação, IATA: POJ / ICAO: SNPD.

## Companhias aéreas, destinos e movimento

### Companhias Aéreas
De julho de 2019 até novembro de 2022, nenhuma companhia aérea operou no aeroporto de Patos de Minas, já que em 2019 o programa Voe Minas havia sido extinto por decisão do governador de Minas Gerais, Romeu Zema.
Seis anos após a despedida da Azul Linhas Aéreas de Patos de Minas, após longas negociações com a companhia, em dezembro de 2022, a companhia voltou a operar na cidade com a aeronave Cessna Caravan da sua subsidiária, Azul Conecta.
Em dezembro de 2023, a Azul voltou a operar voos comerciais regulares com a aeronave ATR 72-600 com capacidade para até 72 passageiros, após a aeronave ficar 7 anos sem operar regularmente no aeroporto da capital do milho.
Em julho de 2024, os voos com o ATR 72 passaram de três para sete voos semanais, ou seja, os voos passaram a ser diários, além disso, a escala que antes era feita na cidade de Uberlândia, passou a ser feita em Araxá.
No mês de março de 2025, a Azul Linhas Aéreas reduziu a frequência de voos em Patos de Minas, de 7 para 5 voos por semana, a decisão foi tomada "como parte de um processo de ajuste de capacidade à demanda", de acordo com a nota da companhia à imprensa local.

### Movimento de passageiros pagos da aviação comercial
| ANO  | Movimento de passageiros |
| ---- | ------------------------ |
| 2010 | 5961                     |
| 2011 | 6693                     |
| 2012 | 5775                     |
| 2013 | 9944                     |
| 2014 | 9506                     |
| 2015 | 7888                     |
| 2016 | 412                      |
| 2017 | 0                        |
| 2018 | 1209                     |
| 2019 | 534                      |
| 2020 | 0                        |
| 2021 | 0                        |
| 2022 | 81                       |
| 2023 | 1716                     |
| 2024 | 12064                    |

## Adequações

### Ampliação do terminal de passageiros
Em 2017, o aeroporto começou a ser reformado e ampliado, em uma parceria da prefeitura municipal com a Associação Clube de Aviação do Alto Paranaíba (ACAAP), para serem construídas uma nova área exclusiva para embarque de passageiros, o canal de inspeção com raio-X e pórtico detector de metais, e arrumar os pisos e paredes do terminal.
O objetivo dessa reforma era atrair grandes empresas aéreas para operarem no aeroporto municipal, que na época, operava apenas voos com a aeronave Cessna Grand Caravan para Belo Horizonte, através do programa do governo de MG, o Voe Minas, que já tinha data para acabar.
No início de 2019 as reformas no aeroporto foram concluídas e entregues no dia 22 de abril de 2019 para a população patense. A reforma custou cerca de R$200 mil e foi custeada pela ACAAP. 

### Estação meteorológica
No final de 2019, o aeroporto ganhou uma estação meteorológica que foi doada para o Município. O investimento, de acordo com a Prefeitura de Patos de Minas, foi custeado pelo Governo Federal e gira em torno de R$ 2 milhões, não gerando despesas para o município.
O serviço de meteorologia aeronáutica (METAR) proporciona, principalmente, mais segurança para os pousos e decolagens. Com o equipamento, o aeroporto passou a oferecer mais uma ferramenta para atrair empresas interessadas em manter voos regulares em Patos de Minas.

### Novo gerador de energia
Em setembro de 2020, o Aeroporto Municipal de Patos de Minas ganhou um novo equipamento, o Grupo Gerador de Energia Elétrica. O equipamento evita as quedas no sistema elétrico que dificultam a atividade aérea no local. Com a aquisição do gerador, a Prefeitura deu mais um passo para regularizar o aeroporto.
O Grupo Gerador de Energia, permite a realização de pousos e decolagens no aeroporto de Patos de Minas mesmo quando ocorrer quedas de energia. O equipamento é de extrema importância, principalmente para atender casos de emergência. A prefeitura investiu R$ 80 mil na aquisição do equipamento.

### Multas sanadas com a ANAC
O Aeroporto Municipal de Patos de Minas já passou por várias modernizações nas administrações passadas e mesmo assim, em 2020, foi divulgado que o município foi multado e teve que arcar com os valores dessas multas. No entanto, grande parte dessas situações já haviam sido sanadas.
Fábio Mata, na época, gestor do Aeroporto Municipal. Confirmou que a ANAC aplicou multas ao município por causa de não conformidades no aeródromo, sendo que algumas foram canceladas e outras quitadas. Uma delas foi aplicada em 2012, no valor de R$160 mil, devido a modificações no aeroporto sem autorização da ANAC.
Fábio informou que várias outras situações foram sanadas como o corte de uma moita de eucaliptos e de 70 árvores de angico nas imediações do aeroporto. “Foi exigência do CINDACTA. Tudo foi feito com autorização dos órgãos ambientais”, salientou. As multas que não foram canceladas já foram pagas. O gestor informou que 90% das não conformidades já foram sanadas.
Com a regularização do aeródromo, Fábio Mata explicou que o aeroporto passará da classificação AP1 para Bravo, o que o deixará em condições de operar voos comerciais.

### Ampliação da área territorial
Em julho de 2022, foi divulgado pela administração municipal, a intenção de desapropriar duas fazendas, com área total de sete hectares, no entorno do aeródromo através de dois decretos publicados no Diário Oficial do munícipio, com o objetivo de ampliar a infraestrutura aeroportuária com a construção de novos hangares para aeronaves e para armazenamento de mercadorias. "Assim vamos tornar o aeroporto mais atrativo para as empresas de aviação e também viabilizaremos a logística para o transporte aéreo de mercadorias", disse o prefeito municipal na época.

### Implementação de Cartas de Aproximação por Instrumento (IAC)
No dia 30 de outubro de 2023, o Aeroporto Municipal de Patos de Minas recebeu a importante visita de uma aeronave Embraer Legacy 500, ou IU-50, do Grupo Especial de Inspeção em Voo (GEIV), grupo da Força Aérea Brasileira (FAB), que foi até a cidade homologar as Cartas de Aproximação por Instrumento (IAC) das cabeceiras 09 e 27. Com essas cartas de aproximação das duas cabeceiras, o aeroporto pode operar por instrumentos (IFR), assim, as operações no aeroporto são mais seguras, pois as aeronaves conseguirão pousar no aeroporto com condições meteorológicas adversas. As cartas entraram em vigor no dia 25 de janeiro de 2024 e podem ser consultadas no site AISWEB do DECEA.

### Reformas para a volta do ATR 72-600
Em novembro de 2023, com o objetivo de reformular o terminal para o maior conforto dos passageiros e atender as exigências da ANAC, para o retorno das operações regulares com a aeronave ATR 72-600. A prefeitura municipal fez uma série de reformas no aeroporto, sendo elas, o aumento do gradil frontal para a altura de 2m40cm, instalação de películas nos vidros do canal de inspeção, implantação de Circuito Fechado de Televisão (CFTV) e o treinamento da equipe do aeroporto para utilizar o detector de metais e o raio-X, como determinam as normativas.
Para maior conforto dos passageiros, a recepção e a sala de embarque foram repaginadas, também foram construídos novos banheiros exclusivos para a área de embarque. A estrutura elétrica foi adaptada para a instalação de ar-condicionado e de máquinas para a venda de alimentos e bebidas, e o estacionamento foi recapeado com a devida atualização na sinalização das vagas.

## Acidentes e incidentes
PU-VXZ
No fim da tarde do dia 7 de outubro de 2007, um ultraleve modelo Astro GT, matrícula PU-VXZ, caiu à beira da estrada de acesso do aeroporto após a decolagem. De acordo com as testemunhas a aeronave decolou normalmente e caiu de bico, cerca de 100 metros depois do ponto de decolagem. Além disso, disseram que não ouviram nenhum barulho que indicasse problemas no motor, nem viram nada de anormal no momento da decolagem. As duas pessoas que estavam a bordo da aeronave faleceram.
Incidente no solo
No dia 16 de setembro de 2011, uma aeronave Embraer 711T Corisco fazia o táxi pelo pátio do aeródromo, e enquanto o comandante tentava fechar a porta da aeronave para prosseguir para a pista, ele se descuidou do freio e bateu a hélice do Embraer na asa de um Cessna Citation CJ3 que estava estacionado no pátio do aeroporto.
PR-ZMZ
Em 4 de novembro de 2018, um avião monomotor modelo Van's Aircraft RV-10, matrícula PR-ZMZ, caiu por volta das 11:30 da manhã em um pasto próximo ao aeroporto. Testemunhas disseram que a aeronave sobrevoava o aeroporto rápido e baixo. A aeronave tinha capacidade para quatro pessoas (contando o piloto), mas nesse dia havia cinco pessoas a bordo da aeronave, sendo um casal e três crianças. O avião havia decolado do aeroporto de Varginha com destino o aeródromo Botelho, em Brasília.